# Сліпа кишка

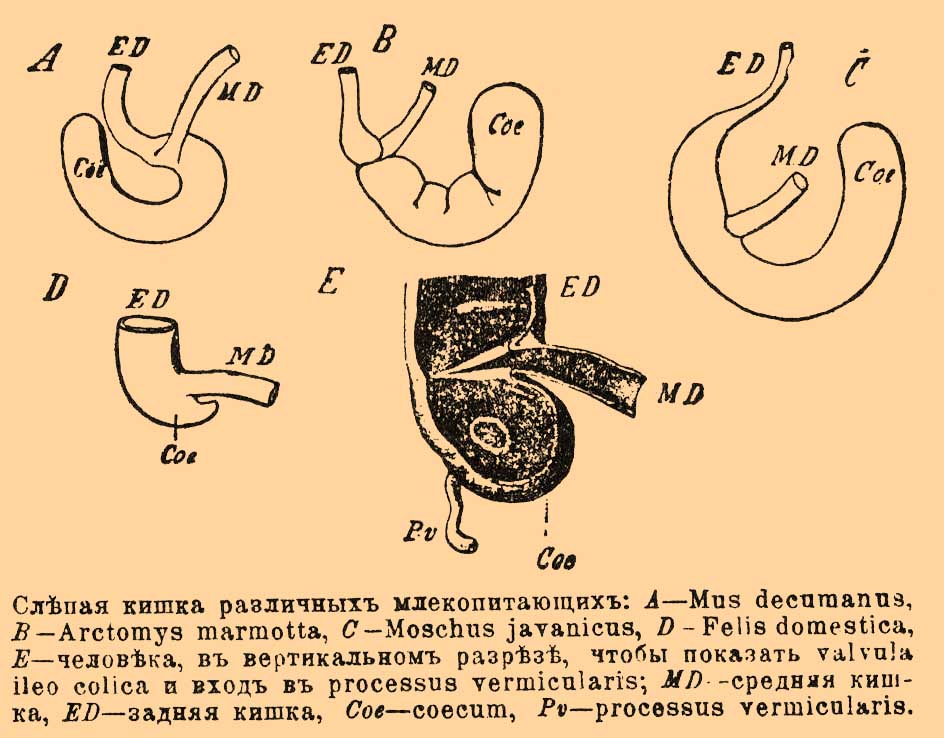
Сліпа кишка

Ця стаття присвячена сліпій кишці загалом.  Сліпий кишці людини  присвячена окрема стаття.
Сліпа́ ки́шка (Caecum (від грец. Typhlon, звідси запалення сліпої кишки — грец. typhlitis)) — придаток у місці переходу тонких кишок в товсті у хребетних тварин. 
У зародковій формі у вигляді невеликого виступу вона є у ящірок і крокодилів, а у ссавців вона досягає, особливо у травоїдних, величезного розвитку. У птахів дві довгі сліпі кишки, що лежать одна проти іншої. Цікаво, що у деяких неповнозубих теж дві сліпі кишки. У дамана три сліпі кишки: одна непарна — при початку товстої кишки, і ще пара, що лежить нижче. Очевидно, що парні сліпі кишки не відповідають непарній. У намбата зовсім немає сліпої кишки. У китів, комахоїдних, більшості кажанів сліпа кишка мала або іноді відсутня. У жуйних і травоїдних, навпаки, вона іноді перевищує своєю довжиною довжину тіла.
У м'ясоїдних сліпа кишка має малі розміри або відсутня взагалі.